# El Chapulín Colorado
El Chapulín Colorado es una serie de televisión de comedia situacional mexicana creada y protagonizada por Roberto Gómez Bolaños por Television Independiente de México (absorbida en 1973 por Televisa por presiones politicas). Fue transmitida en México por primera vez el 3 de diciembre de 1970 como un segmento del programa Los Supergenios De La Mesa Cuadrada. Entre 1973 y 1979 pasó a tener su propio programa, al igual que su producción hermana El Chavo del 8, y tuvo un capítulo final donde se agradeció a los espectadores. Luego continuó como un segmento de la serie Chespirito hasta el 28 de septiembre de 1992. Su nombre se refiere a un chapulín (el nombre dado en México a una especie de saltamontes) de color rojo o colorado.

## Argumento

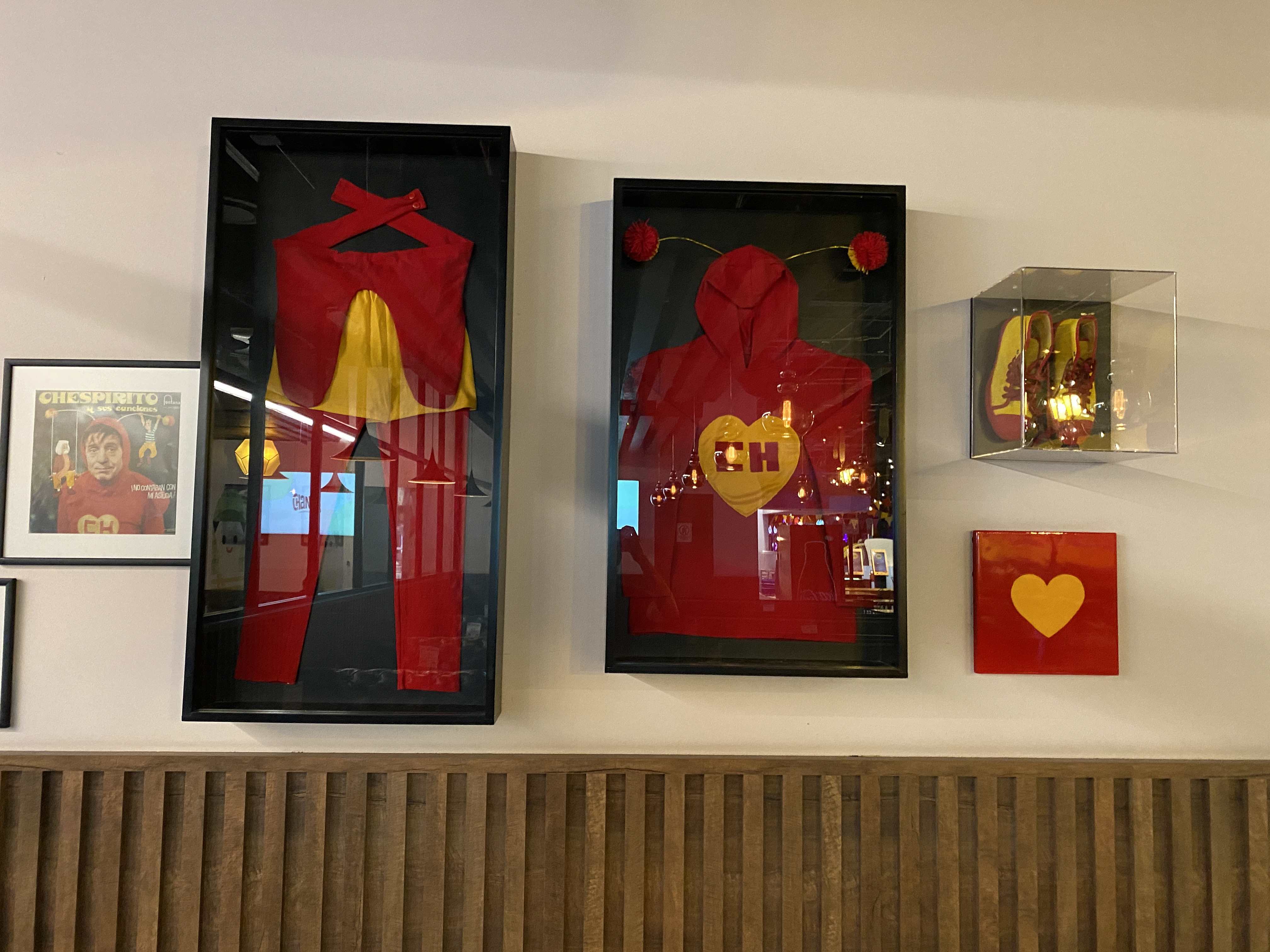
Traje original del personaje, en exhibición dentro del restaurante Chanfle y Recontrachanfle.

La serie sigue las hazañas de un superhéroe poco común, que siempre acude al llamado de los más necesitados cuando estos dicen la frase ¡Oh! Y ahora, ¿Quién podrá defenderme?, o también ¡Oh! Y ahora, ¿Quién podrá ayudarme?, en una oportunidad dicen ¡Oh! Y ahora, ¿Quién podrá explicarme? y también ¡Oh! Y ahora, ¿Quién podrá consolarme?, a lo cual el Chapulín aparece de la nada respondiendo ¡Yo!, seguido por el alegre recibimiento del necesitado, quien exclama ¡El Chapulín Colorado!, finalizando el Chapulín con su famosa frase ¡No contaban con mi astucia!
El Chapulín es torpe, miedoso y no posee superpoderes, aunque sí varios artefactos de apoyo como el chipote chillón, la chicharra paralizadora o las pastillas de chiquitolina. El fuerte del Chapulín realmente es su determinación, la cual le ayuda a solucionar los problemas a pesar de su cobardía y debilidad. En este sentido, en una entrevista concedida por Roberto Gómez Bolaños al programa argentino La noticia rebelde en 1987, este afirmó el sentido filosófico del personaje y lo que el Chapulín era en relación con los superhéroes estadounidenses como Batman o Superman:

“No son héroes. Héroe es el Chapulín Colorado, y esto es serio. El heroísmo no consiste en carecer de miedo sino en superarlo. Aquellos no tienen miedo, Batman, Superman, son todopoderosos, no pueden tener miedo. El Chapulín Colorado se muere de miedo, es torpe, débil, tonto, etcétera, y consciente de esas deficiencias se enfrenta al problema, es un héroe, y pierde, otra característica de los héroes, y los héroes pierden muchas veces, después sus ideas triunfan, pero mientras tanto el héroe... ¿Cuántos fusilados conocemos?”

Comúnmente se incluyen sketchs sueltos del programa Chespirito, llegando así a tener episodios en los que éstos constituyen la mayor parte del programa, e incluso el capítulo La función debe continuar está dedicado especialmente a ellos.

## Personajes

### Los buenos
- El Chapulín Colorado: Interpretado por Roberto Gómez Bolaños. Es el protagonista de la serie. Se trata de un superhéroe bastante torpe, débil y asustadizo pero de muy buen corazón, cuya determinación a no darse por vencido es su principal fortaleza. En diversas ocasiones se sirve de objetos que le ayudan en sus misiones, tales como el chipote chillón, la chicharra paralizadora, las pastillas de chiquitolina y las antenitas de vinil de su traje.
- Súper Sam: Interpretado por Ramón Valdés. Es un superhéroe estadounidense cuya apariencia es muy parecida a la del Tío Sam pero con un traje parecido al de Superman, aunque con el paso del tiempo este fue cambiando varios detalles, como la "S" de Superman, que luego fue cambiada por el símbolo de dinero ($). Su pronunciación es la del típico estadounidense que pretende hablar español, por lo que la mitad de las cosas que dice están en inglés, mientras que sabía pronunciar algunas en español (en cierta ocasión, llevaba consigo un diccionario inglés-español). Su arma era una bolsa de dólares que, según él, eran poquitos, pero muy poderosos, los cuales utilizaba para golpear en la cabeza a los malhechores o al Chapulín Colorado, ya que ambos no se llevan muy bien, al grado de competir en plena misión encomendada. Cada vez que usaba su arma, se oía el sonido de una caja registradora. Su frase típica es Time is Money! Oh, yeah! («¡El tiempo es dinero! ¡Oh, sí!»). Su primera aparición fue en el capítulo «De los metiches líbranos, señor» (1973) y apareció en los episodios «Había una mina abandonada, que data del siglo XVII y que esta a punto de derrumbarse» (1976), «Todos caben en un cuartito sabiéndolos acomodar» (1977), «El retorno de Súper Sam» (1978) y su última aparición fue en el capítulo «El regreso de Súper Sam» (1981). Cuando aparece, la mayoría de las personas le dicen que no "querían súper héroes importados". En un episodio, la Minina (Florinda Meza) describe a Súper Sam con la frase "es como el Chapulín Colorado, pero con cuenta bancaria". Debido a que fue uno de los pocos personajes fijos que poseyó el actor, es, junto con Don Ramón, el personaje más famoso de Valdés.
- Flor Marina: Interpretada por Florinda Meza. Es la cocinera más sociable de la tripulación de Alma Negra, y dejó libre al Chapulín Colorado.
- Enfermera: Interpretada por Florinda Meza. Es una enfermera que trabaja con el Doctor Chapatín, pero en tres ocasiones quería ponerle una inyección a un enfermo (Ramón Valdés) y el Chapulín Colorado la ayudó a conseguir las jeringas.
- Doctor: Interpretado por Carlos Villagrán y/o Rubén Aguirre. Es un médico que trabaja junto con el Doctor Chapatín y la enfermera (Florinda Meza); también en tres ocasiones ayudaba a inyectar al enfermo (Ramón Valdés).
- Banquero: Interpretado por Carlos Villagrán y/o Horacio Gómez Bolaños y/o Raúl «Chato» Padilla. Es un banquero del Viejo Oeste que fue asaltado violentamente por el Rascabuches, el Matonsísimo Kid y el Matafácil, quienes roban todo el dinero.
- Marshall: Interpretado por Carlos Villagrán y/o Édgar Vivar y/o Raúl «Chato» Padilla. Es el sheriff de un pueblo del Viejo Oeste, el cual tiene mucho miedo del Rascabuches, el Matafácil y el Matonsísimo Kid, por lo que junto al banquero y al cantinero invocan al Chapulín Colorado para protegerse de los robos.
- Policía: Interpretado por Carlos Villagrán y/o Rubén Aguirre y/o Roberto Gómez Fernández. Es un policía que siempre anda persiguiendo al Tripaseca, al Shory o al Bulldog.
- Sensible aldeana de noble corazón: Interpretada por Florinda Meza y/o María Antonieta de las Nieves. Es una indefensa campesina que va todos los días a buscar leña, pero es acosada por un monstruo llamado Panchostein y llama al Chapulín Colorado para capturarlo. En la versión de 1976, es descubierta por la Bruja Baratuja, quien la obliga a casarse con su hijo el Nene o la convierte en árbol.
- Señorita prisionera: Interpretada por Florinda Meza y/o María Antonieta de las Nieves. Es una sensible muchacha secuestrada por Rufino Rufián (Rubén Aguirre) en una vieja mina abandonada del siglo XVII a punto de derrumbarse y el Chapulín Colorado trata de salvarla y detener al villano.
- Inspector: Interpretado por Raúl «Chato» Padilla. Es el inspector que va en busca de la sensible aldeana de muy noble corazón que va a buscar todos los días leña. Trabaja junto a su ayudante (Horacio Gómez Bolaños).
- Anciana dueña de la granja: Interpretada por María Antonieta de las Nieves. Es una indefensa y sensible ancianita propietaria de una antigua granja, que se ve amenazada por un peligroso delincuente apodado "El Peterete"/"El Pocas Trancas" (Ramón Valdés y/o Rubén Aguirre), ya que tiempo atrás ella lo denunció ante la policía. Ese criminal prometió vengarse una vez que abandonara la prisión y casualmente ese día, leyendo el periódico, ella se entera de que éste logró escaparse de su celda. La noticia ocasiona que la anciana se asuste y pida auxilio al Chapulín Colorado para poder protegerla. Con la ayuda de la vestimenta utilizada para un espantapájaros encontrada en la granja, el criminal hace su aparición y para no ser descubierto tan fácilmente, intercambia su ropa de prisionero con la del espantapájaros y con esto inicia toda una confusión para el Chapulín Colorado. A pesar de ello y con ayuda de su Chipote Chillón, logra vencer finalmente al bandido. La apariencia y personalidad de la anciana son similares a las de la bisabuela de la Chilindrina, Doña Nieves, personaje de El Chavo del Ocho en 1979, ya que su vestimenta en la primera versión es idéntica a la de la anciana que aparece en el episodio "La venganza del Peterete" de 1972, así como a la de una anciana que hace un cameo en la película El Chanfle. Su vestimenta en la segunda versión, en el sketch "La venganza del Pocas Trancas", de 1980, de la serie Chespirito, es de color verde con un delantal blanco ajustado.
- Geisha: Interpretada por Florinda Meza. Es la típica mujer del folklore japonés que llama al Chapulín Colorado a impedir la boda con un inspector de la luz o el honorable karateca Silbato Yamazaki/Taguado Yamazaki en contra de su voluntad. En la serie Chespirito era conocida como Madame Butterfly.
- Sirvienta Aftadolfa: Interpretada por María Antonieta de las Nieves. Es una sirvienta que trata de colocar todos los cuadros de una casa donde trabajaba bajo las órdenes de una mujer (Florinda Meza), quien prepara una sesión espiritista para hablar con su difunto esposo (Carlos Villagrán), pero Aftadolfa cree que quiere matarlo y se asusta, por lo que invoca al Chapulín Colorado, quien participa en la sesión y todos se asustan cuando llega el actual marido sonámbulo. Aftadolfa usa un vestido rosa y un delantal azul celeste, y además usa un lenguaje ininteligible al tener dientes muy, muy maltratados.
- Sirvienta bruja: Interpretada por Florinda Meza. Es una sirvienta que, para evitar ser despedida por su patrón (Ramón Valdés/Raúl «Chato» Padilla) le ofrece una sortija mágica, la cual él desea usar para conquistar el mundo, pero el Chapulín Colorado averigua cuales son las principales funciones que posee dicha sortija. Apareció en tres versiones de 1974, 1978 y 1987.
- Sirvienta Úrsula/Brujilinda: Interpretada por Florinda Meza. Es una sirvienta imaginaria que se convirtió en una bruja y fue llamada por el Chapulín Colorado para ayudarle a hacer un pastel en la cocina y también hacer labores domésticas por parte de un hombre (Rubén Aguirre/Raúl «Chato» Padilla). Apareció ocasionalmente en dos versiones de 1986 y 1992.
- Pluma Color de Rosa: Interpretada por Florinda Meza. En una ocasión conocida como Lola en 1974, 1976 y 1985. Es una indígena que cree que el hombre blanco es malvado y que ha matado indios y búfalos, y ayuda al Chapulín Colorado para enfrentarse a Buffalo Bill.
- Rosa La Revoltosa: Interpretada por Florinda Meza. Es una sensible e indefensa mujer que se encuentra en peligro de muerte por el Rascabuches por no contraer matrimonio con él. Así que llama al Chapulín Colorado para ayudarla a escapar de la celda. Rosa La Revoltosa tiene una cierta semejanza a Rosa La Rumorosa por su mismo aspecto físico.
- Caperucita Rosa: Interpretada por María Antonieta de las Nieves. Es una mujer que dice ser Caperucita Rosa y es obligada a casarse con el conde (Édgar Vivar), así que invoca al Chapulín Colorado para contar sobre la vida del conde y su abuela (Angelines Fernández). Apareció ocasionalmente en un episodio de 1991.
- Niño(a) mitomaníaco(a): Interpretado(a) por Florinda Meza y/o María Antonieta de las Nieves y/o Rocío Prado. Es un(a) niño(a) que lanza todos sus juguetes del patio trasero hacia la azotea de su casa fingiendo que fue un ladrón (Ramón Valdés/Rubén Aguirre). Así que llama al Chapulín Colorado para solucionar el asunto, luego de contar una historia de Pedrito y el Lobo, pero al final este hizo que el niño (la niña) le prometiera regalarle la mitad de sus juguetes al hijo (la hija) de aquel pobre hombre.
- Natasha: Interpretada por Florinda Meza. Es la sobrina del Profesor Popov. Es una mujer que invoca al Chapulín para educar a un cavernícola apodado Chimpandolfo (Ramón Valdés/Arturo García Tenorio) para que el comisario no lo envíe a la cárcel.
- El Chavo: Interpretado por Roberto Gómez Bolaños. Es el personaje central del programa El Chavo del 8, quien hace una aparición en el episodio «El disfraz, El antifaz y algo más».
- Quico: Interpretado por Carlos Villagrán. Es un personaje de El Chavo del 8, quien hace una aparición en el episodio «El disfraz, el antifaz y algo más» en 1974 y también al final del episodio de 1977 «Los bebés ya no vienen de París, ahora vienen de Júpiter».
- La Chilindrina: Interpretada por María Antonieta de las Nieves. Es un personaje de El Chavo del Ocho, quien hace una aparición en el episodio «El disfraz, el antifaz y algo más» en 1990.
- La Popis: Interpretada por Florinda Meza. Es un personaje de El Chavo del 8, quien hace una aparición en el episodio «El disfraz, el antifaz y algo más» en 1979.
- Doña Nieves: Interpretada por María Antonieta de las Nieves. Es un personaje de El Chavo del Ocho, quien hace una aparición en el episodio «El rey de los disfraces» en 1978 y 1992.
- La Chimoltrufia: Interpretada por Florinda Meza. Es un personaje de Los Caquitos, quien hace una aparición en el episodio «La historia de Leonardo Da Vinci» en 1988.

### Los malos

#### Los mafiosos
- Shory Malgesto Malacara, El Nene o Rufino Rufián: Interpretado por Rubén Aguirre. Es un sanguinario mafioso que forma parte de la banda del Cuajinais y el Tripaseca. Al parecer es el más peligroso, frío y calculador de la banda y se caracteriza por su gran altura y frialdad. Antes de aparecer como villano del Chapulín Colorado, en un episodio el Shory era un ventriloquista. En 1982, en el programa Chespirito, apareció en una granja donde se disfrazó con la ropa del muñeco para atacar violentamente al Chapulín Colorado, y en 1992 es un peligroso bandido que se caracteriza por tener una gran habilidad especial con los disfraces. Se disfrazó de mujer común (Anabel Gutiérrez), de bote de basura, de médico (Raúl «Chato» Padilla), de enfermera (Florinda Meza) y de mujer anciana (María Antonieta de las Nieves).
- El Cuajináis: Interpretado por Carlos Villagrán. Es un mafioso muy peligroso que suele ser visto con la Minina, el Tripaseca y el Shory, entre otros, y se caracteriza por la enorme cicatriz que tiene en la mejilla izquierda. Aunque es un aliado del Tripaseca, ciertas veces comete varias fechorías por su propia cuenta. Suele aparecer como gánster de la ciudad, aunque en pocas ocasiones (en 1974) aparece como un bandido del viejo oeste. En el episodio «De Medico, Chapulín y loco todos tenemos un poco» el Cuajinais casi muere, y en dos episodios de 1974 y 1977, apareció en un ático donde se disfrazó con la ropa de un muñeco para atacar violentamente al Chapulín Colorado.
- El Tripaseca: Interpretado por Ramón Valdés. Es un gánster sumamente peligroso que a veces forma parte de una banda mafiosa compuesta por el Cuajináis, el Shory (llamado también "El Nene"), el Botija (a veces) y la Minina (ciertas veces), entre otros como el Nene o el Pelota. Fue uno de los mayores enemigos del Chapulín Colorado, y al igual que él, era bastante torpe tal y como el resto de los criminales que siempre lo acompañaban. En el episodio «Un bandido bastante muerto/Casi un velorio» de 1975 y 1978, el Chapulín Colorado dice que conocía al Tripaseca desde que los dos eran niños. Su última aparición fue en 1981.
- El Bulldog o El Chato: Interpretado por Raúl «Chato» Padilla. Es un gánster sanguinario de carácter muy calculador y uno de los rivales del Chapulín Colorado. Solo apareció en una versión perdida de 1982 y en versiones de 1983, 1986 y 1991 donde finge estar muerto, además de en un sketch de 1987 y en Los Caquitos entre 1983 y 1984.
- El Petizo o El Pingüino: Interpretado por Horacio Gómez Bolaños. Es uno de los gánsteres más peligrosos y reconocidos de la ciudad. Es uno de los antagonistas del Chapulín Colorado, tiene acento argentino y es uno de los muchos novios de la Minina. Apareció en 1981 y 1985. En un sketch de 1983 finge estar muerto con la ayuda de sus compañeros mafiosos, el Redondo (Édgar Vivar) y el Boquerón (Raúl «Chato» Padilla).
- El Enterrador Manzanero: Interpretado por Rubén Aguirre. Es un trabajador de una funeraria, pero ayudó al Cuajináis, al Tripaseca y al Bulldog a fingir estar muertos para poder cometer sus fechorías.
- El Pelota: Interpretado por Édgar Vivar. Es un bandido bastante torpe que apareció pocas veces en los 80.
- El Redondo: Interpretado por Édgar Vivar. Apareció en un episodio de 1983.
- El Boquerón: Interpretado por Raúl «Chato» Padilla. También apareció en un episodio de 1983.
- La Minina: Interpretada por Florinda Meza. Apareció por primera vez en un episodio de 1974 y desde 1975 hasta 1979, además de en varios sketches de los años 80 del programa Chespirito. Es una guapa y monumental mujer que acompaña a los mafiosos, es hiperactiva, coqueta y atractiva y se caracteriza por mascar y fumar un cigarro electrónico y por su reducida capacidad intelectual. Usualmente tiene relación con el Chapulín Colorado cuando los mafiosos tratan de asesinarla, pero en ocasiones se lo puede ver besándola precipitadamente. En las versiones de 1975, 1979 y 1985, la Minina cita a sus dos pretendientes a la misma hora, pero como no sabe qué hacer para que no se encuentren llama al Chapulín Colorado, quien logra ayudarla y le cuenta la historia de Cleopatra y Julio César para ver si aprende la lección, por lo cual el Chapulín Colorado asegura que él y la Minina son amigos desde la infancia, y ocasionalmente en un episodio de 1984, la Minina tiene a su bebé, un perrito perdido en el vecindario y el Chapulín Colorado logra recuperarlo hasta que el Shory (Rubén Aguirre) lo derrote.

#### Los pistoleros
- El Rascabuches: Interpretado por Ramón Valdés. Es un feroz y violento pistolero cuya sola presencia hace que todos los habitantes del pueblo a donde llega a delinquir huyan despavoridos. Se enfrentó muchas veces al Chapulín Colorado y siempre era derrotado por él (aunque una vez fue atrapado por una ratonera gigante que tenía como cebo una bolsa de billetes). El Rascabuches tiene una hija que es conocida como Rosa la Rumorosa.
- El Matonsísimo Kid: Interpretado por Carlos Villagrán y/o Rubén Aguirre. Es un muy peligroso pistolero que constantemente asola pequeños pueblos del viejo Oeste estadounidense. Es un aliado del Rascabuches, aunque decía ser el más rápido pistolero del Viejo Oeste, y el Chapulín Colorado siempre lograba vencerlo.
- El Capataz: Interpretado por Rubén Aguirre y/o Ramiro Orcí. Era el compañero del Rascabuches en prisión, pero fue traidor y se reveló, y dejó al Chapulín Colorado y al Rascabuches picando piedras.
- El Matafácil: Interpretado por Rubén Aguirre y/o José Luis Fernández. Al igual que el Matonsísimo Kid, es amigo del Rascabuches.
- El Matarratones: Interpretado por Ramón Valdés y/o Rubén Aguirre y/o Raúl «Chato» Padilla. Es un hombre anciano que trabaja matando ratones y otros insectos, al que se le acusa falsamente de haber matado a Rosa La Rumorosa y lo querían ahorcar, pero el Chapulín Colorado lo salvó.
- El Pistolero Veloz: Interpretado por Ramón Valdés. Es un pistolero conocido por ser muy veloz para aterrorizar el viejo Oeste y poner fin a la vida de los habitantes, pero fue derrotado por el Chapulín Colorado, el cual usó su teletransportación, logrando golpearlo varias veces hasta que el pistolero se rindió.
- Rosa La Rumorosa: Interpretada por Florinda Meza. Es la hija del Rascabuches y/o el Matonsísimo Kid y/o el Matafácil, uno de los pistoleros más temidos del viejo Oeste. A pesar de ser cómplice de su padre, a veces lamenta el hecho de que nadie le propone matrimonio debido a la muy mala fama de él. Rosa la Rumorosa tiene una muy poca relación con el Chapulín Colorado por el propósito de contraer ese matrimonio.

#### Los piratas
- Alma Negra/Alma Sucia: Interpretado por Ramón Valdés y/o Rubén Aguirre. Es el capitán de un grupo de piratas y, según él, el jefe de todos los corsarios de los siete mares. El Capitán Alma Negra es bastante malo y el más cruel de los piratas, pero algo torpe, pues una vez llegó a herirse con su propia daga mientras intentaba intimidar al Chapulín Colorado. Se caracteriza por su muy malévola risa y porque muchas veces pone en mucho peligro la vida de sus propios tripulantes y la del Chapulín Colorado, así como de cualquier chica que no quiera casarse con él. Según el sabandija, había matado al Mar Muerto y por lo tanto ya no eran siete los mares, si no seis. Además, en un episodio su fantasma ayuda a su tataranieto (se dice "tata" 14 veces) a encontrar un tesoro que él enterró.
- Matalote: Interpretado por Rubén Aguirre y/o Arturo García Tenorio. Es el más alto de los piratas, y de seguro el más cruel después de Alma Negra. El Matalote es bastante fuerte y despiadado, tiene la barba larga y parece ser el más cercano a Alma Negra.
- Sabandija: Interpretado por Carlos Villagrán y/o Benny Ibarra. Es un pirata de la tripulación de Alma Negra. Tiene una pata de palo, una dentadura muy postiza, un ojo de vidrio e incluso el cerebro muy postizo; a veces, lleva lentes. Él y Panza Loca son los más tímidos de la tripulación de Alma Negra.
- Panza Loca: Interpretado por Édgar Vivar. Es el pirata más gordo del grupo y la tripulación de Alma Negra (en los años 70) y Alma Sucia (en los años 80). Este personaje habla igual que el Botija.
- Ajonjolí: Interpretado por Horacio Gómez Bolaños. Está preso por dejar ir libre a Panza Loca con la excusa de que se fue a comprar cerillos y le dio dinero y tiene que traerle el vuelto.
- Poca-Luz: Interpretado por Raúl «Chato» Padilla. Es un pirata que solo apareció en la versión de 1982 como uno de los cuatro piratas que iba a acompañar a Alma Sucia a enterrar el tesoro y luego fue asesinado. Al igual que el Sabandija en versiones anteriores, tiene una pierna muy postiza, dientes muy postizos, un ojo muy postizo y mitad del cerebro muy postizo.
- Gorgojo: Interpretado por Ricardo de Pascual. Es otro pirata que no es muy inteligente como los demás, porque cuando se le ordenó echarle un ojo a los prisioneros (entre ellos el Chapulín Colorado), arrojó un ojo de vidrio a la celda.

### Otros personajes y villanos
- El Gran Jefe Carne Seca: Interpretado por Ramón Valdés. Era el jefe de la Tribu Perdida de "Los Discotecas", un antiguo pueblo mencionado una vez por el Profesor Inventillo. Una vez ordenó la ejecución de un par de exploradores y el Chapulín Colorado debió acudir en ayuda de ellos para derrotarlo. Los Discotecas usaban su propia lengua, cuyas palabras generalmente terminaban en “Eca”. Ejemplo: Discoteca, Zapoteca, Rebeca, Teca, Zacateca, Eureca, Gallina (cuando está Clueca), etc.
- El Gran Jefe Bola Barrigola: Interpretado por Édgar Vivar. Es el líder de la Tribu Perdida de los "Panza Cola", que al igual que Carne Seca intentó ejecutar gravemente a un dúo de exploradores ya que uno de ellos, una mujer (María Antonieta de las Nieves) a la que confundía con el nombre de Lola, se negó a casarse con él. Éstos fueron salvados por el Chapulín Colorado, luego de pelear con su hijo Gladiola. Al igual que los Discotecas, los Panza Cola usaban su propio idioma, cuyas palabras generalmente terminaban en "Ola". Ejemplo: Coca-Cola, Pepsi-Cola, Panza-Cola, Bola Barrigola, Pagola, Lola, Policía (que acaba en la Pistola), etc.
- El Pocas Trancas: Interpretado por Rubén Aguirre. Es un loco que se había escapado de un manicomio. Decían que el Pocas Trancas era bastante sordomudo, pero un detective aclaró que no era sordomudo, sino que no oía porque no se lavaba las orejas, y no hablaba porque no se lavaba la lengua. Lo que le faltaba en inteligencia le sobraba en mucha fuerza, según el mismo detective. Otra versión del Pocas Trancas lo presenta como un mafioso sumamente peligroso que incluso había cometido delitos en los Estados Unidos. Este villano también era conocido por Súper Sam y en cuatro ocasiones era atendido por el Doctor Chapatín confundiéndolo con un paciente y en un sketch de 1980, del programa Chespirito, se disfrazó con la ropa de un espantapájaros para atacar al Chapulín en una granja donde trabaja una ancianita (María Antonieta de las Nieves).
- El Bandido de Juguetes: Interpretado por Ramón Valdés y/o Rubén Aguirre. Es un ladrón que entró a una casa, luego de ver que un(a) niño(a) lanzaba sus juguetes a la calle, así que pensando que a él (ella) le sobraban, intenta robarse los juguetes para regalárselos a su hijo(a) que no tiene, pero al final el Chapulín Colorado hizo que el niño (la niña) le prometiera regalarle la mitad de sus juguetes al hijo (la hija) de ese pobre hombre.
- El Marciano: Interpretado por Rubén Aguirre. Es un hombre bastante loco que se cree marciano y el Chapulín Colorado intenta derrotarlo.
- El Títere: Interpretado por Horacio Gómez Bolaños, en los años 80. Es un bandido muy, muy peligroso que se escapó de la cárcel y es perseguido por un policía (Rubén Aguirre); lo que una mujer (Florinda Meza) no sabe es que se trata de su propio vecino.
- El Chómpiras y el Peterete: Interpretados por Roberto Gómez Bolaños y Ramón Valdés, respectivamente. Aparecieron tanto en capítulos del programa como también en El Chavo del Ocho. Se trata de dos rateros que ciertas veces se infiltraban en donde podían con tal de robar cualquier cosa en casa ajena. Protagonizaron su propio sketch, Los Caquitos, y también aparecen en el capítulo «El disfraz, el antifaz y algo más», de 1974, donde el Peterete se disfraza de la Pantera Rosa y el Chómpiras se disfraza de una roca, perteneciendo a una banda de ladrones que quería realizar un contrabando de tráfico de joyas en pleno baile de disfraces, donde un falso Chapulín Colorado (Horacio Gómez Bolaños) era también parte de ella. En un episodio de 1972 (solamente), después de dos entremeses, uno del Doctor Chapatín, «Un encuentro en el parque», y otro de Chespirito, «El mesero majadero», el Peterete se disfrazó con la ropa de un espantapájaros para atacar violentamente al Chapulín Colorado en una granja donde trabaja una ancianita (María Antonieta de las Nieves).
- El Botija: Interpretado por Édgar Vivar. Es uno de los gánsters más peligrosos de la ciudad. Solía aparecer ocasionalmente como un miembro de la banda criminal integrada por el Cuajináis, el Shory, el Tripaseca y la Minina. Es uno de los muchos novios de la Minina y tiene a varios hombres a su mando. Protagonizó el sketch Los Caquitos en reemplazo del Peterete, convirtiéndose en compañero del Chómpiras y allí su esposa sería la Chimoltrufia (Florinda Meza).
- El Bandido disfrazado de Santa Claus: Interpretado por Édgar Vivar. Es un villano que estuvo encerrado en la misma cárcel con el Chómpiras, el Botija y el Peterete en el sketch de Los Caquitos, y en El Chapulín Colorado participó en un contrabando dentro de una fiesta de disfraces.
- Diabla: Interpretada por Florinda Meza. Es una mujer malvada que se disfrazó de diablo para organizar un contrabando en una fiesta de disfraces junto con el Chómpiras, el Peterete y el Botija.
- El Bandido de la mano negra: Interpretado por Ramón Valdés y/o Rubén Aguirre y/o Raúl «Chato» Padilla. Es un bandido que se caracteriza por asaltar mucho a mano armada durante la noche.
- El Albóndiga: Interpretado por Édgar Vivar y/o Ramón Valdés y/o Carlos Villagrán y/o Florinda Meza y/o María Antonieta De Las Nieves (estos últimos cuatro con disfraz). Es un muy peligroso bandido que se caracteriza por tener una habilidad especial con los disfraces y que fue contratado por el sobrino de Doña Nieves (Rubén Aguirre) para asesinar a su tía anciana, así él se quedaba con la fortuna. Se disfrazó de hombre común, de doctor, de enfermera y de la propia Doña Nieves.
- La Bruja Baratuja: Interpretada por María Antonieta de las Nieves. Es una muy misteriosa bruja del bosque que es muy poco astuta, y su arma es una varita mágica que sirve para convertir a una mujer (Florinda Meza) en un árbol, que luego un leñador (Ramón Valdés) decide cortar con un hacha. Casualmente la Bruja Baratuja tiene una extrema rivalidad con el Chapulín Colorado, ya que este termina con sus piernas separadas por la cintura por un hachazo.
- Dolores, Remedios y Angustias (Las Locas): Interpretadas por María Luisa Alcalá, Florinda Meza y Angelines Fernández, respectivamente. Son un trío de chifladas solitarias que pasan el tiempo tejiendo. Un día llega a sus casas un detective (Carlos Villagrán) que anda tras la pista de la desaparición de unas personas, mientras que un pordiosero (Ramón Valdés) se ve envuelto en el caso. Así que Dolores, Angustias y Remedios invocan al Chapulín Colorado para que les ayude a encontrarlos, pero hacen dormir a este último, al detective y al pordiosero con un biberón hipnótico que prepararon. Un año más tarde (en 1975) reaparecieron en un entremés del programa de El Chavo del 8 antes del episodio de «La guerra de Don Ramón». Esta vez serían enemigas de Los Caquitos (El Chómpiras y el Peterete) y fueron interpretadas por Florinda Meza como Remedios y María Antonieta de las Nieves, quien había regresado al elenco ese mismo año, como Angustias. Estas dos mujeres pensaron que los ladrones (quienes habían entrado a la casa a robar) eran príncipes disfrazados de rateros, pero al final terminan por correr a ambos.
- Melchor, Gaspar y Baltasar (Los Locos): Interpretados por Carlos Villagrán, Rubén Aguirre y Ramón Valdés, respectivamente. Son un trío de lunáticos solitarios que piensan que el Chapulín Colorado es su hijo y quieren bañarlo en una tina para bebés. Hablan incoherencias usadas por Los Chifladitos, Chaparrón Bonaparte y Lucas Tañeda, y se pasan todo el día leyendo libros.
- Licenciado (Filatelista ladrón): Interpretado por Carlos Villagrán y/o Édgar Vivar y/o Rubén Aguirre. Es licenciado de una oficina, pero se robó una estampilla muy, muy valiosa que los filatelistas desvalorizaron.
- Filatelista (Dueño de la estampilla): Interpretado por Carlos Villagrán y/o Rubén Aguirre y/o Raúl «Chato» Padilla. Es el propietario de la estampilla que se robó el licenciado. En la versión de 1982 es interpretada por Florinda Meza, siendo la compradora de la estampilla que se robó el mismo licenciado.
- El Comisario de Siberia: Interpretado por Horacio Gómez Bolaños. Es el comisario del lugar donde encontraron al cavernícola Chimpandolfo y se lo quiere llevar a la cárcel por no estar bien educado.
- Chimpandolfo: Interpretado por Ramón Valdés y/o Arturo García Tenorio. Es un cavernícola que necesita ser educado por el Chapulín Colorado para que el comisario no se lo lleve a la cárcel. Le gustan los plátanos y golpea con un garrote al que se le atraviese por el camino. Como todo cavernícola, no sabe hablar y dice incoherencias. La diferencia entre el Chimpandolfo interpretado por Valdés y el interpretado por García Tenorio es que el primero es más gruñón y este último es más llorón. En la versión de 1976 cuando el Chapulín Colorado le golpea fuertemente a Chimpandolfo con el libro este se enoja mucho, mientras que en la versión de 1982 solo llora.
- Iván: Interpretado por Carlos Villagrán y/o Rubén Aguirre y/o Édgar Vivar. Es el que encargó al Chapulín educar al cavernícola Chimpandolfo. Solo apareció en el episodio «La bella durmiente era un señor muy feo».
- Profesor Popov: Interpretado por Carlos Villagrán y/o Édgar Vivar y/o Raúl «Chato» Padilla. Es un científico que descubrió a un cavernícola en los glaciares de Siberia. Este cavernícola, apodado Chimpandolfo, trae muchos problemas, por lo que necesita ser educado para que el comisario no se lo lleve a la cárcel. Así, el científico y su sobrina Natasha invocan al Chapulín Colorado para que los ayude a educarlo.
- Doctor Cerebroc: Interpretado por Rubén Aguirre, en los años 80. Es un médico que descubrió al cavernícola en perfecto estado de conservación, congelado, cuando este despierta. Así que el Profesor Cerebroc y su sobrina Natasha deciden llamarlo bajo el nombre de "Chimpandolfo". Pero este ha provocado muchos problemas, por lo que el comisario quiere llevárselo a la cárcel por mal educado. Así, el profesor y su sobrina Natasha piden ayuda al Chapulin para educarlo.
- El Honorable Samurái Sugatito Orinagua: Interpretado por Ramón Valdés y/o Edgar Vivar y/o Rubén Aguirre. Es el típico samurái del folklore japonés. Quiere obligar a su hija la Geisha a contraer matrimonio con un inspector de la luz o con el honorable karateca Silbato Yamazaki/Taguado Yamazaki contra su voluntad.
- El Honorable Karateca Silbato Yamazaki/Taguado Yamazaki: Interpretado por Édgar Vivar y/o Rubén Aguirre. Es un karateca muy poderoso. Solo habla en japonés y suele actuar sorpresivamente gritando antes de realizar un movimiento de karate. El Chapulín Colorado finalmente lo derrota con el tope de chivo reparador.
- El mozo del gong: Interpretado por Carlos Villagrán y/o Horacio Gómez Bolaños y/o Raúl «Chato» Padilla. Es un mozo molesto que toca un gong cuando llega alguien y su frase típica es Llegando honorable (quien acabase de arribar).
- El Honorable Inspector de la Luz: Interpretado por Carlos Villagrán. Un inspector de la luz que invoca al Chapulín por su ayuda cuando el honorable Samurái Sugatito Orinagua intenta obligarlo a casarse con su hija, al creer que este se lo había propuesto, y para zafarse del compromiso debía derrotar al honorable Karateca Silbato Yamazaki. Al final, luego de todo lo que pasó, el Chapulín Colorado para derrotar al karateca y para frustración de este, el inspector decide que sí le interesa casarse con la joven.
- El Tío Monchito/Don Monchito: Interpretado por Ramón Valdés. Es un anciano demente que cree que él es el Chapulín Colorado. Dos ancianos que cuidaban de él (Florinda Meza y Carlos Villagrán), invocan al Chapulín Colorado para que los ayude a hacerlo entrar en razón luego de que el Doctor Delgadillo (Édgar Vivar) que habían llamado o el Doctor Chapatín (Roberto Gómez Bolaños) confundiera al verdadero Chapulín Colorado con Don Monchito. Finalmente el Chapulín Colorado toma sus famosas pastillas de Chiquitolina para hacerse pasar por la conciencia de Don Monchito y averigua el motivo por el cual el anciano quiere ser el Chapulín Colorado: siente que como Monchito no hace ninguna cosa importante. Tras una plática del Chapulín de como todos hacen cosas importantes al hacer su trabajo honestamente, Monchito confiesa con modestia que antes de jubilarse él fue inspector sanitario y ejerció honestamente cómo decía el Chapulín Colorado, y al final decide seguir siendo Monchito, ahora orgulloso de lo que hizo de joven.
- El Rajá de Rajalacara: Interpretado por Ramón Valdés y/o Édgar Vivar. Es un poderoso mentalista que quiere recuperar su bola de cristal y accidentalmente hipnotiza al Chapulín Colorado, haciendo que se comporte como un chimpancé.
- Dimitri Panzov: Interpretado por Édgar Vivar. Es un ruso gordo enemigo de Súper Sam al que no le afecta el Chipote Chillón. Apareció en un solo episodio de 1973.
- Lorenzo Rafael: Interpretado por Carlos Villagrán. Es un campesino mexicano que quiere casarse a la fuerza con María Candelaria (Florinda Meza). También apareció en un solo episodio de 1973.
- El vampiro: Interpretado por Rubén Aguirre y/o José Luis Fernández. Es un hombre loco que se cree vampiro y al que el Chapulín Colorado logra derrotar cambiando la hora del reloj, siendo interpretado por Rubén Aguirre era un actor a quien el Conde Sanguijuela (Carlos Villagrán), el verdadero loco que creía ser vampiro, había contratado para que lo ayudara en su charada lunática, aunque al actor le apenaba el tener que actuar como vampiro, además de actuar como su empleado.
- Profesor Inventillo: Interpretado por Ramón Valdés y/o Raúl «Chato» Padilla. Es un científico loco que crea muchos inventos como el R.S.E., el extracto de energía volátil, el debilitador potencial, el tónico capilar o la pintura invisible.
- Profesor Baratija: Interpretado por Carlos Villagrán. Es un científico que inventó el extracto de energía volátil.
- Profesor Delgadillo: Interpretado por Édgar Vivar y/o Roberto Gómez Fernández. Es un científico que crea algunos inventos, especialmente el barniz o el rociador invisibilizador, el R.S.E., el platillo volador, etcétera.
- Doctor Panchostein: Interpretado por Carlos Villagrán y/o Ramón Valdés y/o Édgar Vivar. Es un científico que construyó un monstruo de forma parecida a como lo hizo Frankenstein. Cierto pastor le dijo al Chapulín Colorado que Panchostein era lo mismo que Frankenstein, solo que en versión totonaca. Tenía un laboratorio secreto bajo una tumba en un antiguo cementerio.
- El Monstruo Panchostein: Interpretado por Rubén Aguirre y/o Ramiro Orcí. Es un monstruo que fue creado por el Doctor Panchostein con varias partes de cadáveres, pero que necesita sangre humana para vivir y por eso el Doctor secuestra a una sensible aldeana de noble corazón que sale todos los días al bosque a buscar leña. En 1986, interpretado por Orcí, es un muerto viviente que vaga por el cementerio todas las noches.
- Espiridión Espíndola: Interpretado por Édgar Vivar y/o Rubén Aguirre. Es un espía que nadie contrata por ser muy famoso. Quería robar la fórmula del Profesor Inventillo, pero el Chapulín Colorado lo pinta accidentalmente con el barniz invisibilizador y lo vuelve invisible.
- Pintor: Interpretado por Carlos Villagrán y/o Raúl «Chato» Padilla y/o Ramón Valdés. Es un pintor que se roba la pintura invisible.
- Ladrón de comida: Interpretado por Ramón Valdés y/o Horacio Gómez Bolaños y/o Édgar Vivar. Es un mendigo que roba por hambre, y al final el Chapulín Colorado lo invita a comer.
- Adolfo Hitler: Interpretado por Roberto Gómez Bolaños, en los años 80. Es un villano que aparece en el episodio «El encuentro del siglo».
- Buffalo Bill: Interpretado por Ramón Valdés y/o Raúl «Chato» Padilla. Es un hombre blanco que asesina indios y búfalos y trabaja con su ayudante (Horacio Gómez Bolaños). Finalmente, el Chapulín Colorado y los indios logran detenerlo.
- El Loco Armado: Interpretado por Rubén Aguirre, en los años 80. Es un hombre loco que dispara a todos y se esconde en una casa, y que el Chapulín Colorado y el Sheriff (Édgar Vivar) intentan capturar.
- Gabilondo: Interpretado por Edgar Vivar, en los años 80. Es un bandido que apareció invadiendo las calles del vecindario y que el Chapulín Colorado y el Sheriff (Rubén Aguirre) intentan capturar.
- Gladiola: Interpretado por Rubén Aguirre y/o Ramiro Orcí. Es el hijo del Jefe de la Tribu Perdida de los Panza Cola. En dos versiones de Carlos Villagrán, de 1974 y 1976, y en la versión de Orcí, de 1985, trabaja junto con el Chapulín para derrotar a Buffalo Bill.
- Computadora: Interpretada por María Antonieta de las Nieves y/o Angelines Fernández. Es la robot de un centro espacial.
- Las mujeres venusinas: Interpretadas por Florinda Meza y María Antonieta de las Nieves. Son un par de mujeres cavernícolas que viven en el planeta Venus y que fueron acosadas por un par de astronautas (Carlos Villagrán y Ramón Valdés) e invocan al Chapulín Colorado para descubrirlos. Esas dos cavernícolas usan un lenguaje ininteligible.
- Las mujeres marcianas: Interpretadas por Florinda Meza y María Clara Zurita. Son un par de mujeres que viven en el planeta Marte y que fueron acosadas por dos astronautas (Rubén Aguirre y Ramón Valdés) e invocan al Chapulín Colorado para descubrirlos. Aparecieron en dos episodios de 1981 del programa Chespirito.
- Señor Tocadillo: Interpretado por Carlos Villagrán. Es un loco sumamente peligroso conocido como "El Hombre Nuclear" que merodea por las playas y piscinas de Acapulco. Le gusta molestar a los actores que trabajan en una película y está a cargo de su enfermera (Angelines Fernández).
- Chato Gestón: Interpretado por Horacio Gómez Bolaños. Es un actor que interpreta al Chapulín Colorado en una película en Acapulco, donde es invocado erróneamente por una chica (Florinda Meza). Siempre es molestado por el Señor Tocadillo o por una niña (María Antonieta de las Nieves) que lo acosa y le pide autógrafos. Está un poco pasado de peso.
- Buzo: Interpretado por Ramón Valdés y/o Raúl «Chato» Padilla. Es un buzo al que le gusta contarle mentiras a su amigo marinero (Horacio Gómez Bolaños).
- Marinero: Interpretado por Carlos Villagrán y/o Édgar Vivar. Es un marinero que observa un platillo volador y nadie le cree, así que, muy, muy asustado, invoca al Chapulín Colorado; luego unos marcianos les ponen una pulsera a ambos.
- Bebé jupiteriano gigante: Interpretado por Arturo García Tenorio y/o Carlos Villagrán. Es un bebé que llegó del planeta Júpiter en un platillo volador que aterrizó en el suite de un hotel y que creció de acuerdo al tamaño de Júpiter, que es 12 veces más grande que la Tierra.
- Momia: Interpretado por Carlos Villagrán y/o Rubén Aguirre y/o Horacio Gómez Bolaños. Solo apareció en las versiones de 1973, 1975 y 1976, respectivamente. También apareció en las versiones de 1981, 1983 y 1985 del programa Chespirito.
- Robot: Interpretado por Carlos Villagrán y/o Rubén Aguirre y/o Roberto Gómez Fernández. Es un robot con apariencia de ser humano. Fue construido para hacer el rol de mozo en una casa, pero ocurre un problema: le falta un tornillo, y empieza a descontrolarse. Por lo tanto, la hija/sobrina de quien fabricó a Pancho invoca al Chapulín Colorado para que lo arregle, pero él no logra identificar quién es el robot.
- Anciano del museo: Interpretado por Édgar Vivar y/o Rubén Aguirre y/o Raúl «Chato» Padilla. Es el guardia del museo; un viejo loco que habla con las estatuas de cera del museo.
- Sirvienta de la Minina: Interpretada por Rosita Bouchot y/o Patricia Castro y/o Leticia Montaño. Es una sirvienta que atiende a las órdenes de la Minina (Florinda Meza), quien habla por teléfono para tener una cita con uno de sus enamorados: el Tripaseca, el Cuajináis, el Botija, el Shory, el Bulldog o el Petizo, pero por temor, llama al Chapulín Colorado para poder arruinar sus planes y ahuyentarlos. Apareció ocasionalmente en tres versiones de 1975, 1979 y 1985.
- Ingeniero loco: Interpretado por Ramón Valdés y/o Rubén Aguirre y/o Raúl «Chato» Padilla. Es un ingeniero y médico lunático que planea trasplantar los cerebros de las personas y cuando no aceptan su trabajo pide ayuda al Chapulín Colorado. En la versión de Padilla de 1985, es un médico cuerdo que es amenazado por un gánster (Rubén Aguirre). Tiene un perrito llamado Firulais.
- Profesor Espiripitifláutico: Interpretado por Ramón Valdés. Es un poderoso mentalista que invita a todos a una sesión espiritista en casa de una mujer (Florinda Meza) y su difunto marido (Carlos Villagrán), pero desafortunadamente el Chapulín Colorado y la sirvienta Aftadolfa (María Antonieta de las Nieves) creen que la mujer lo quería asesinar y empiezan a buscar una manera de detenerla.
- El Cachalote: Interpretado por Rubén Aguirre y/o Raúl «Chato» Padilla. Es un malhechor que apareció en las versiones de 1983 y 1990.
- El Bandido Solitario: Interpretado por Ramón Valdés. Es un delincuente que invade las calles de un vecindario en una noche.
- El Capitán Costa De Mar: Interpretado por César Costa, en 1974, 1976, 1977, 1978, 1979 y 1980, y por Horacio Gómez Bolaños en 1986. Es un héroe que salva a las personas de las calles de un vecindario del criminal conocido como El Bandido Solitario.
- El Torero Valiente: Interpretado por César Costa, en 1970, 1980 y 1991.

## Lista de episodios

### Episodios dentro del programaChespirito(1972)
1. El Matafácil
2. La frontera
3. La casa con fantasmas
4. El ladrón de comida
5. El conde Terranova
6. El vampiro
7. Los vagos del barrio
8. Los prisioneros de Juana Gallo
9. La venganza del Peterete
10. La mordida de la víbora
11. La Llorona

### Episodios como serie independiente (1973-1979)

#### Primera temporada (1973-1974)
1. La casa de los fantasmas
2. Los duendes
3. La tribu perdida
4. Matrimonio por conveniencia
5. La explosión de gas
6. El caso del pastel envenenadizo
7. El fantasma del piel roja
8. La muerte del Cuajináis
9. Los costales caben en todo, sabiéndolos acomodar
10. Aventuras en Venus
11. El hombre lobo aullaba en español
12. Las bromas del tío Ramón
13. La isla de los hombres casi solos
14. Marcianos desanforizados
15. Cómo matar un Chapulín sin mortificar a la Sociedad Protectora de Animales
16. Una momia bastante egipcia
17. La casa de té de hierbabuena de la luna del 8 de agosto de 1974
18. El pistolero veloz
19. Hay hoteles tan higiénicos que hasta la cartera te limpian
20. El hombre invisible es tan antipático que nadie lo puede ver
21. De noche todos los gatos hacen miau
22. Cuando los juguetes vuelan
23. Un difunto bastante muerto
24. Prohibido tirar bombas en horas de oficina
25. El lugar donde más se ponen inyecciones se llama hospital
26. El bueno, el malo y el Chapulín
27. De los metiches líbranos, Señor
28. El hombre que costó 6 pesos
29. Los micrófonos están en la onda fresa

#### Segunda Temporada (1974-1975)
1. No es lo mismo "los platillos voladores" que "los bolillos plateadores"
2. El caso de dos hombres que eran tan parecidos que eran idénticos, sobre todo uno de ellos
3. La bella durmiente era un señor muy feo 1
4. La bella durmiente era un señor muy feo 2
5. Los búfalos, los cazadores y otros animales
6. Chapulines vemos, cerebros no sabemos
7. En estos tiempos todo anda por las nubes, hasta los aviones
8. A pistola regalada, no le mires agujero
9. Lo malo de los fósiles es que son muy difósiles de encontrar
10. En las fotografías tamaño miñón, el Chapulín Colorado sale de cuerpo entero
11. Ladrón que roba a ladrón es traidor al sindicato
12. No por mucho amenazar, nos madrugan más temprano
13. Don Chapulín de la Mancha
14. En la casa del fantasma hasta los muertos se asustan
15. No es lo mismo "chapulines con agua" que "aguas con los chapulines"
16. La chicharra paralizadora
17. Ratas vemos, intenciones no sabemos
18. Conferencia sobre un Chapulín
19. Perdón, ¿aquí es donde vive el muerto?
20. El regreso de la chicharra paralizadora
21. Juan Sebastián Bach hizo muchas fugas, pero no se sabe de qué presidio
22. El disfraz, el antifaz y algo más 1
23. El disfraz, el antifaz y algo más 2
24. No te arrugues cuero viejo que te quiero pa’ tambor
25. La sortija de la bruja
26. De Chapulín, poeta y loco todos tenemos un poco
27. Los bebés ya no vienen de París, ahora vienen de Júpiter
28. No es lo mismo hacerse bolas con la magia que hacerse majes con la bola
29. No me molestes, mosquito
30. No se vale mano negra
31. ¿De casualidad no han visto por aquí al hombre invisible?
32. Después de Chapulín ahogado, tapen el pozo
33. Al que de plano le tomaron el pelo fue a Sansón
34. Aunque la jaula sea de oro, no deja de ser muy molesto eso de estar encerrao
35. Algún día los terrícolas llegarán a Marte, o por lo menos a estimarte
36. Aunque el Cuajináis se vista de seda, mono se queda
37. El anillo perdido
38. No es lo mismo "la casa se cae de vieja" que "la vieja se cae de la casa"

#### Tercera temporada (1975-1976)
1. No es lo mismo "las bombas de agua" que ¡aguas con la bomba!
2. La mordida de la víbora
3. De médico, Chapulín y loco todos tenemos un poco
4. Aventuras en un planeta habitado por salvajes, que aunque parezca mentira, no es la Tierra
5. La ropa limpia se ensucia en casa
6. Dinero llama a dinero. Ah, pero también al ratero
7. Un bandido bastante muerto
8. Colección de rateros
9. La ley del Chipote Chillón
10. Los antiguos piratas del Caribe sólo de vez en cuando desviaban a Cuba 1
11. Los antiguos piratas del Caribe sólo de vez en cuando desviaban a Cuba 2
12. Los antiguos piratas del Caribe sólo de vez en cuando desviaban a Cuba 3
13. Cuando los gemelos no son buenos cuates
14. Las momias no se venden. ¡Ah, pero cómo se vendan!
15. Con la ley del embudo, ni el Chapulín pudo
16. Explotar un negocio no significa que hay que ponerle una bomba
17. Donde manda Satanás, no gobierna un pobre diablo
18. La romántica historia de Juleo y Rumieta 1
19. La romántica historia de Juleo y Rumieta 2
20. Más mezcla, maistro
21. Jamás volveré a jugar apostando dinero y te apuesto lo que quieras a que cumplo
22. La mansión de los duendes
23. El regreso de la chicharra paralizadora
24. Un juguete llamado Chapulín
25. De Chapulín, cazador y loco todos tenemos un poco
26. Limosnero y con garrote
27. El fantasma del pirata
28. La que nace pa’ Cleopatra no pasa de Julio César
29. De que dicen a pelear, del cielo te caen las piedras
30. Lo chiflado no quita lo cantado
31. El extraño y misterioso caso del difunto que se murió
32. Marcianos desanforizados
33. Historia de un reloj que ni se adelantaba ni se atrasaba, sino todo lo contrario

#### Cuarta temporada (1976-1977)
1. En las guerras médicas, la bayoneta se llamaba bisturí
2. El misterio del abominable hombre de las nieves
3. Los costales caben en todo, sabiéndolos acomodar
4. El campeón de karate amaneció de mal karáter
5. Cuento de brujas
6. El hombre lobo aullaba en español
7. Las bombas hacen mucho daño en ayunas
8. Si los ventrílocuos hablan con el estómago, qué trompudos son los panzones
9. Hay ladrones que de plano hasta cometen falta de honradez
10. Las pirámides egipcias son piedra por fuera y momia por dentro
11. Se cambian cerebros a domicilio. Aceptamos su cerebro usado como enganche
12. No tiene la culpa el indio, sino el que lo hace Fernández
13. ¿Quién dijo que Sansón no tenía un pelo de tonto?
14. Hay hoteles tan higiénicos que hasta la cartera te limpian
15. Cómo aplastar a un Chapulín sin mortificar a la Sociedad Protectora de Animales
16. Un barrio tranquilo, tranquilo, tranquilo
17. De los delincuentes que se fugan, el más peligroso se llama gas
18. Si a ti te gusta el arte, métete al refrigerador
19. No se vale mano negra
20. Para un chaparro, bajar de la banqueta es caer al vacío
21. Historia de una vieja mina abandonada que data del siglo XVII y que está a punto de derrumbarse
22. La isla de los hombres casi solos
23. Un difunto bastante muerto
24. Ponte los audífonos y agarra la onda
25. Las caricaturas me hacen llorar
26. A Buffalo Bill le decían búfalo porque era bastante animal. Lo del apellido sí es mera coincidencia
27. Fotógrafos vemos, mañas no sabemos
28. Si los astronautas llegan a Marte, tú debes corresponder con un cariño igual
29. La bella durmiente era un señor muy feo 1
30. La bella durmiente era un señor muy feo 2
31. La bella durmiente era un señor muy feo 3
32. Todo queda en familia
33. ¿Es aquí donde vive el difunto?
34. El Chirrín Chirrión del diablo
35. No se dice "estuata", se dice "menumento"
36. No es lo mismo "el pelotón de la frontera" que "la pelotera del frontón"
37. Los valientes mueren pandeados
38. En la casa del fantasma hasta los muertos se asustan
39. Más vale una mujer joven, rica y bonita que una vieja, pobre y fea
40. El cofre del pirata

#### Quinta temporada (1977-1978)
1. ¿Sabía usted que su vecino podría ser un marciano?
2. ¡Pero cómo has crecido, muchacho!
3. A pistola regalada, no le mires agujero 1
4. A pistola regalada, no le mires agujero 2
5. Las ratas no usan reloj
6. No es lo mismo antigüedades que vejestorios
7. Más vale ratero en jaula que ciento robando
8. Perdón, ¿aquí es donde vive el muerto?
9. Los automóviles se afinan en do mayor
10. No seas torpe, Chapulín
11. Allá en el techo había un chorrito, se hacía grandote, se hacía chiquito
12. Más vale silla en la mano que me siento volando
13. El misterio del Mandarín Celeste
14. Prohibido pisar el piso
15. El lugar donde se ponen más inyecciones se llama hospital
16. Chipote Chillón calibre 45
17. Matrimonio y mortaja, lana sube y lana baja
18. El fantasma del piel roja
19. Un Chapulín en Acapulco
20. Ahora sí te están comiendo el mandado
21. El retorno de la chicharra paralizadora
22. Sansón se quedó pelón
23. A mí, mis timbres
24. Yo al hombre invisible no lo puedo ver ni en pintura
25. Los animales viajan en platillo volador
26. Cachando sin guante
27. El cadáver muerto de un difunto que falleció al morir
28. Muñecos vemos, rateros no sabemos
29. No es lo mismo "las bombas de agua" que ¡aguas con la bomba!
30. Por más que pese no pasa del piso del pozo
31. Todo sube, hasta los aviones 1
32. Todo sube, hasta los aviones 2
33. Bolita, por favor
34. Los bebés ya no vienen de París, ahora vienen de Júpiter
35. Melodía bastante inmortal
36. Y de salud, ¿cómo anda el muerto?
37. ¿Duende está el dónde? Eh, perdón, ¿dónde está el duende?
38. Los del norte corren mucho y los del sur se quedarán tras, tras, tras, tras
39. El niño que mandó sus juguetes a volar 1
40. El niño que mandó sus juguetes a volar 2
41. No son todos los que están, ni están todos los que son
42. El caso del pastel envenenadizo
43. Todos caben en un cuartito, sabiéndolos acomodar
44. Lo malo de las fotografías es que salen movidas

#### Sexta temporada (1978-1979)
1. Más vale cien fantasmas volando que uno en la mano
2. Casi un velorio
3. Se regalan ratones
4. Blancanieves y los siete Churi Churín Fun Flais 1
5. Blancanieves y los siete Churi Churín Fun Flais 2
6. Blancanieves y los siete Churi Churín Fun Flais 3
7. Juego de manos es de boxeadores
8. En las peluquerías es fácil hallar pelados
9. A la víbora, víbora de la mar
10. Las estatuas no dicen "chanfle"
11. No es lo mismo "la casa se cae de vieja" que "la vieja se cae de la casa"
12. Con la ley del embudo, ni el Chapulín pudo
13. Las pulgas amaestradas
14. La sortija de la bruja
15. Aristócratas vemos, rateros no sabemos
16. Don Chapulín de la Mancha
17. El retorno de Súper Sam
18. Al hombre lobo le hacen daño las caperucitas verdes
19. Dinero llama a dinero, pero también al ratero
20. La mansión de los fantasmas
21. La amenaza del mosquito biónico
22. La función debe continuar 1
23. La función debe continuar 2
24. La función debe continuar 3
25. La función debe continuar 4
26. La función debe continuar 5
27. La función debe continuar 6
28. Érase un hombre a una nariz pegado
29. Los piratas de Pittsburgh, perdón, del Caribe 1
30. Los piratas de Pittsburgh, perdón, del Caribe 2
31. My fair lady que en español, quiere decir que a mi dama la fue como en feria
32. No es lo mismo "Pancracio se enfermó del colon" que "Colón se enfermó de páncreas"
33. Los hombres vampiro no saben hacer otra cosa más que andar chupando sangre
34. El Chapulín es buen mozo
35. La historia de don Juan Tenorio
36. Lo bueno de tomar fotografías es cuando te salen movidas
37. El sastrecillo valiente 1
38. El sastrecillo valiente 2
39. El sastrecillo valiente 3
40. El sastrecillo valiente 4
41. El rey de los disfraces

#### Séptima temporada (1979)
1. La ociosidad es la madre de un amigo mío
2. Tiene manita, no tiene manita, porque la tiene desconchabadita
3. El regreso de la chicharra paralizadora
4. Jamás volveré a jugar apostando dinero y te apuesto lo que quieras a que cumplo
5. La romántica historia de Julio y Rumieta 1
6. La romántica historia de Julio y Rumieta 2
7. No te arrugues cuero viejo que te quiero pa’ tambor
8. Limosneros vemos, millonarios no sabemos
9. El regreso del Rascabuches
10. De los delincuentes que se fugan, el más peligroso se llama gas
11. El pintor se fue de pinta
12. Más mezcla, maistro
13. La que nace pa’ Cleopatra no pasa de Julio César
14. Se cambian cerebros a domicilio. Aceptamos su cerebro usado como enganche
15. Cómo convertirse en héroe en cuatro fáciles lecciones
16. El disfraz, el antifaz y algo más 1
17. El disfraz, el antifaz y algo más 2
18. El besito de las buenas noches
19. Bebé de carne sin hueso
20. De torpe, Chapulín y loco todos tenemos un poco
21. Al robot se le infectaron los transistores
22. Hay que explotar el negocio
23. ¿Quién lleva aquí los pantalones?
24. La última escena

## Popularidad y actores

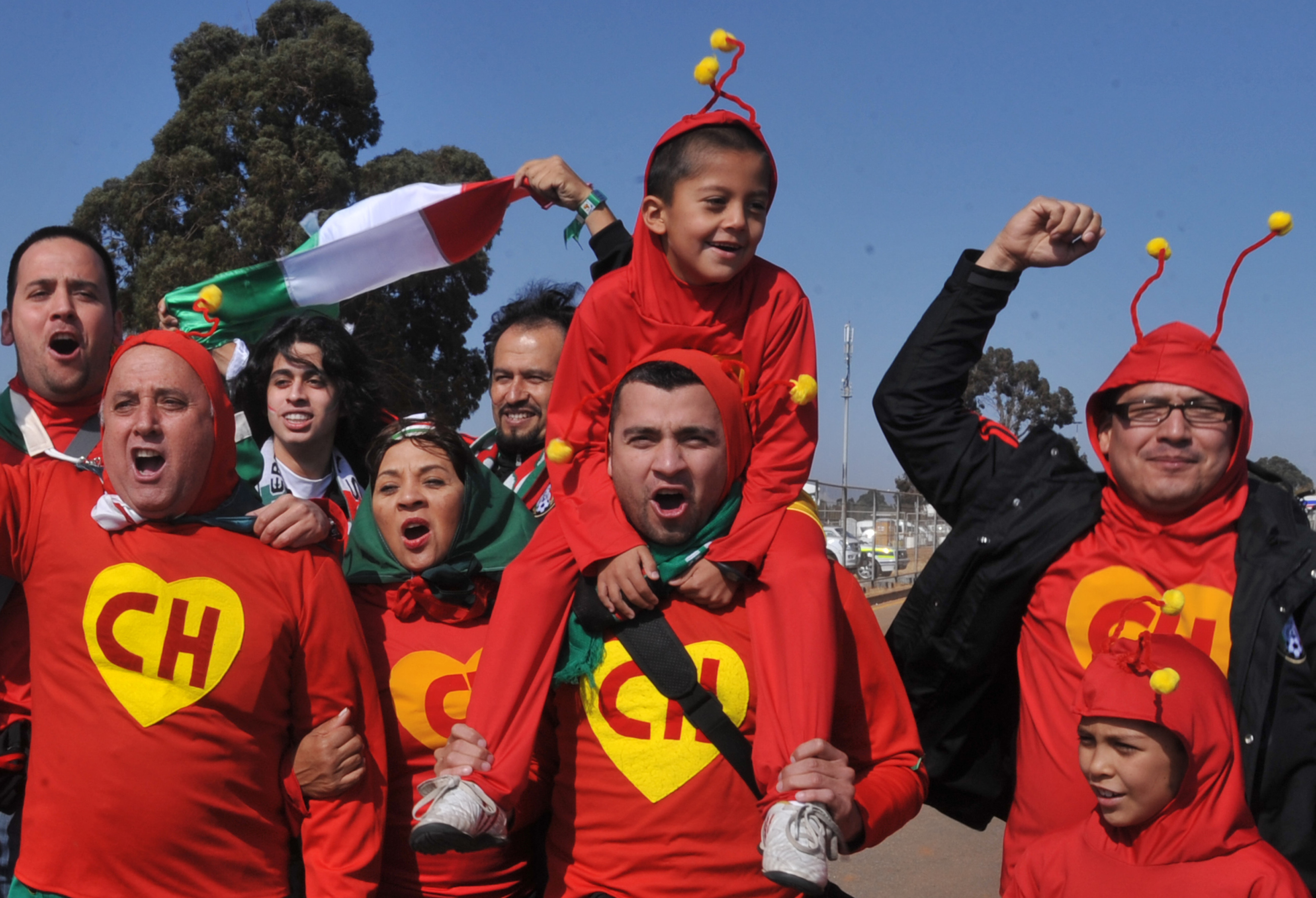
Fanáticos vestidos de Chapulín Colorado durante la Copa Mundial de Fútbol de 2010, muestra de la popularidad de Chespirito y la selección de fútbol de México

El Chapulín Colorado goza de una gran popularidad en América Latina, Estados Unidos y otros países, aunque a menudo algo menor de la que gozó su producción hermana, El Chavo del Ocho.
Al igual que ésta, aún se muestran sus repeticiones en varios países. Los actores de El Chavo del Ocho eran quienes integraban, a su vez, el elenco de El Chapulín Colorado: Roberto Gómez Bolaños (El Chapulín Colorado/El Chavo), María Antonieta de las Nieves (La Chilindrina y Doña Nieves), Ramón Valdés (Don Ramón), Rubén Aguirre (El Profesor Jirafales), Carlos Villagrán (Quico), Florinda Meza (Doña Florinda y La Popis), Édgar Vivar (El Señor Barriga y Ñoño), Raúl «Chato» Padilla (Jaimito el cartero), Angelines Fernández (Doña Clotilde) y Horacio Gómez Bolaños (Godínez). Además de hacer el papel del Chapulín Colorado, Chespirito también, a veces, hacía el papel del Doctor Chapatín, en viñetas que en ocasiones precedían la aventura del héroe.
También aparecieron otros actores de El Chavo, pero con menor frecuencia. La diversidad física del equipo básico de actores de Gómez Bolaños permitía la riqueza de personajes de las aventuras, cada semana una diferente.
El Chapulín Colorado era un héroe de ubicación geográfica y temporal indeterminada: sus aventuras podían suceder en la antigua China, en Londres, en los Alpes Suizos, en la época de la Inquisición, en barcos piratas, en el antiguo oeste contra Buffalo Bill, en la Alemania Nazi (un episodio en el cual Chespirito hizo un doble papel, como el Chapulín y como el mismo Adolf Hitler, en el estilo de El Gran Dictador de Charles Chaplin), o en el espacio exterior; y sus enemigos variaban desde El Abominable Hombre de las Nieves hasta momias egipcias, no olvidando que a veces interactuaba con personajes de la literatura como los protagonistas de Romeo y Julieta (llamado aquí Juleo y Romieta), a quienes en cierta ocasión ayudó a concretar su amor.

## Pionero en efectos visuales
Cabe señalar que en El Chapulín Colorado, Gómez Bolaños, junto con su equipo de producción, hizo extensivo uso del sistema de pantalla verde Chroma Key, la misma que se usaba en El Chavo del Ocho para que se pudiera ver al Señor Barriga y a Ñoño al mismo tiempo haciendo parecer que fueran dos personas distintas, al igual que sucedía con la Popis y Doña Florinda o Doña Nieves y la Chilindrina; inclusive, en el episodio "Todo queda en familia" el Chapulín va a la vecindad del Chavo ya que este le pide ayuda, apareciendo ambos personajes juntos. En el caso de El Chapulín Colorado servía para conseguir efectos visuales que hacían más interesantes las aventuras del torpe superhéroe. Aunque un poco burdos para los estándares actuales, consiguió en su tiempo efectos sorprendentes como flotar, hacer acrobacias imposibles, levantar objetos anchos (como un sillón) con una sola mano, luchar contra marcianos, criaturas extrañas, brujas y todo tipo de monstruos, y mayormente para conseguir el efecto de reducción física gracias a sus famosas "pastillas de chiquitolina", las cuales usaba con gran mesura para pasar por debajo de puertas, infiltrarse en lugares peligrosos o resolver cualquier problema que ameritase cambiar su tamaño.
Esta innovación, la cual ya era conocida en la televisión mexicana pero raras veces usada, otorgó a El Chapulín Colorado la distinción de ser virtualmente la única comedia de ficción y aventuras que se trasmitía en este país.

## Serie animada
El 28 de abril de 2014 se anunció una serie animada sobre este héroe, también titulada El Chapulín Colorado, que se estrenó durante el primer trimestre de 2015. Fue producida por Ánima Estudios, encargada de su serie antecesora, El Chavo animado. A diferencia de ésta, que contaba la historia de este niño y toda la vecindad, la serie de El Chapulín Colorado solo tuvo como personaje base al súperheroe.

## Película animada
En mayo de 2017, Roberto Gómez Fernández reveló que se está desarrollando una adaptación cinematográfica animada de El Chapulín Colorado. El 6 de octubre de 2019, se informó que Gómez Fernández había comenzado a trabajar en el guion. Más tarde ese mes, Gómez Fernández reveló que la producción de la película había comenzado. También dijo que la película tendrá lugar en un universo compartido con personajes creados por Chespirito.

## Distribución
Debido a un conflicto legal surgido entre Televisa y Grupo Chespirito, la emisión a nivel internacional de El Chapulín Colorado y sus producciones hermanas fue suspendida temporalmente el 1 de agosto de 2020. Como consecuencia y por primera vez en más de 40 años, ningún canal de televisión en ningún país emitía el programa, siendo reemplazado en algunos países por su versión animada y El Chavo animado por un tiempo. Después de 4 años de ausencia, el 7 de septiembre de 2024, Florinda Meza confirmó el regreso de los programas de Roberto Gómez Bolaños a la televisión mundial. Desde el 23 de septiembre de 2024, está disponible en UniMás, Univision y en el servicio de streaming ViX.

## En otros medios
El creador de Los Simpson, Matt Groening, creó al personaje de Bumblebee Man en base al Chapulín Colorado; esto se debió porque un día en un motel lo llegó a ver en la televisión.
En 2017 Marvel Comics crea a Red Locust, un personaje femenino basado en el superhéroe ficticio el Chapulín Colorado. Red Locust fue creado por Mark Waid y Humberto Ramos como homenaje al productor y actor mexicano Roberto Gómez Bolaños.
El Chapulín Colorado es un personaje jugable descargable en el juego móvil El Chavo Kart, donde hace su debut en videojuegos.
El Chapulín Colorado aparece como un personaje jugable en el videojuego Fortnite: Battle Royale, junto con otros personajes originales del juego vistiendo su emblemático traje, además de su mítico Chipote Chillón como pico de recolección. De acuerdo a Roberto Gómez Fernández, hijo de Gómez Bolaños: “El Chapulín es un personaje natural para estar en Fortnite y mi sueño se cumplió”.
En 2022 el videojuego Fall Guys incluye el traje del Chapulín Colorado con su gesto de "Síganme los buenos".
En 2023 el Chapulín Colorado tiene una breve aparición en la película de DC Comics Blue Beetle.